# Pomatoschistus quagga
Pomatoschistus quagga е вид лъчеперка от семейство Попчеви (Gobiidae).

## Разпространение
Видът е разпространен в Гибралтар, Гърция (Егейски острови), Испания, Италия (Сицилия), Мароко, Словения, Турция, Франция и Хърватия.